# Alan Brodrick, 1:e viscount Midleton
Alan Brodrick, 1:e viscount Midleton, född omkring 1656, död 1728, var en irländsk politiker.
Brodrick blev av Vilhelm III utnämnd till generaladvokat för Irland 1695. Han gjorde sig känd som en av det irländska parlamentets mäktigaste medlemmar och valdes flera gånger till dess talman. Mot slutet av drottning Annas regering råkade han i onåd som oppositionsman. Sitt stora inflytande använde han att befordra den protestantiska arvsföljden och belönades därför av Georg I med upphöjelse till lordkansler för Irland (1714), baron Brodrick av Midleton (1715) och viscount Midleton (1717). Sedan 1714 medlem av engelska underhuset, uppträdde han där som ivrig motståndare till Walpole samt nedlade 1725 lordkanslersämbetet till följd av en tvist med regeringen.